# Зелінський Сергій Петрович
Сергій Петрович Зелінський (позивний «Марафон») (19 липня 1982 — 4 червня 2023) — волонтер, військовослужбовець, учасник російсько-української війни, громадський діяч, голова громадської організації «Учасників АТО Білозерського району — „Звитяга“». Один із засновників ветеранської піцерії «Sale e Pepe» в Херсоні, під час окупації очолював у місті рух опору.

## Життєпис
Народився 19 липня 1982 року у селі Кізомис на Херсонщині. Навчався у Велетенській загальноосвітній середній школі. Здобув вищу освіту в Херсонському державному аграрно-економічному університеті за спеціальністю «менеджмент» (1999—2004); захоплювався баскетболом та виступав за збірну команду університету.
У 2004—2005 роках проходив військову службу в 79 окремому аеромобільному полку.
З 2007 по 2008 рік працював директором нафтобази в Херсонській філії ТОВ ТД «Континіум Галичина».
Свою волонтерську та громадську діяльність розпочав ще у 2014 році: плів сітки, збирав кошти, закуповував і передавав різні речі для військових, був активним учасником місцевого самоврядування.
У 2015 році на місцевих виборах балотувався на посаду сільського голови Кізомиської сільської ради, був співорганізатором (разом із сестрою Альоною Зелінською) екологічних акцій та проєктів соціальної дії від Британської ради на території Кізомиської сільської ради.
З 2016 року почав допомагати ветеранам та їх родинам в оформленні документів, організовував у співпраці з Білозерською районною адміністрацію відпочинок учасників АТО та їх сімей на узбережжі Азовського моря.
За його ініціативи, у 2016 році створено громадську організацію "Учасників АТО Білозерського району — «Звитяга», яку йому довірили очолити ветерани.
З 2016 року захоплюється марафонським бігом, на початку травня 2017 року пробіг свій перший напівмарафон, 27 травня 2017 року подолав перший марафон у Kyiv Euro marathon. 1 жовтня 2018 року брав участь у подоланні 50-кілометрової дистанції в пустелі, в Олешках на Херсонщині в ультрамарафоні Wild Desert Ultratrail.
Сергій Зелінський на початку 2018 року був одним із засновників соціально орієнтованого закладу — ветеранської піцерії «Sale e Pepe» в Херсоні. До роботи в піцерію залучали учасників АТО, допомагали їм соціалізуватися, реабілітуватися.
У фокусі уваги Сергія також завжди були діти, в рамках громадської діяльності забезпечував школи Білозерського району спортивним інвентарем, організовував баскетбольні та футбольні турніри, у піцерії залучали дітей до процесу приготування піци, у співпраці з громадською організацією «Трансформація» проводили заходи з безпеки дорожнього руху та підвищенню у дітей знань правил дорожнього руху.
Разом із сестрою є співзасновником та організатором обласного фестивалю культурної спадщини «Kizim Юшка Fest». З 2018 по 2021 рік фестиваль щорічно проводився у Дельті річки Дніпра в с. Кізомис.
З 2019 року очолював Кізомиський мисливський колектив та був єгерем, відстоював інтереси учасників колективу та боровся за правове врегулювання користування мисливськими угіддями.
У 2020 році балотувався у депутати до Білозерської селищної ради від партії «Воля Народу».
Був активним та регулярним донором КНП «Херсонського обласного центру служби крові», допомагав активізовувати донорський рух у Херсоні та Херсонській області, а також створювати умови для популяризації культури донорства. За ініціативи Сергія команда піцерії «Sale e Pepe» була постійним партнером КНП «Херсонського обласного центру служби крові», так у партнерстві з червня 2021 по лютий 2022 року постійно проводились заохочувальні акції для донорів.
Після повномасштабного вторгнення спочатку долучився до Руху опору Сил спеціальних операцій на окупованій Херсонщині, співпрацював із Силами оборони України. Завдяки злагодженим діям руху опору, було ліквідовано велику кількість техніки та живої сили в селі Чорнобаївка Херсонської області та на інших ділянках Херсонщини.
Влітку 2022 року став до лав 8-го окремого полку спеціального призначення ССО Збройних сил України. Брав участь у операціях із розвідки, прямих акціях для виконання складних, небезпечних завдань, що проводить командування ССО. Про всю його діяльність та досягнення у ЗСУ можна буде розповісти лише згодом.
Загинув 4 червня 2023 року в стрілецькому бою біля с. Гатище Харківської області. Прах Сергія Зелінського знаходиться у Хмельницькому на Алеї Слави у колумбарній стіні. Тіло захисника кремували відповідно до його заповіту.
У нього залишилися мати, сестра, дружина, син та донька.

## Нагороди
- Орден «За мужність» ІІІ ступеня (посмертно)[16]
- Медаль «Хрест Сил спеціальних операцій»

## Вшанування пам'яті
На пам'ять про Сергія друзі та сім'я запустили лімітовану серію футболок. Реалізував ідею бренд «Kramatan».
У 2024 році медіаплатформою «Вгору» у співпраці із родиною Сергія Зелінського було реалізовано проєкт «Біг марафонця» в рамках якого про Сергія було створено документальний фільм та серію кепшен-відео у соціальних мережах.
Банер зі світлиною херсонця Сергія Зелінського встановили на Алеї Героїв у Хмельницькому.
21.05.2025 року Хмельницькою міською радою було присвоєно звання «Почесний громадянин Хмельницької територіальної громади».